# Општина Соколовац (Румунија)
Општина Соколовац (рум. Comuna Socol) је општина у округу Караш-Северин у југозападној Румунији. Према попису из 2021. године у општини је било 1.602 становника. Седиште општине је насеље Соколовац. Значајна је по присутној српској националној мањини у Румунији.

## Природни услови
Општина Соколовац се налази на месту дотока Дунава до простора Румуније, на самом улазу у румунски део Ђердапа (код месних Срба познат као Банатска клисура). Северни део општине је у доњем току реке Нере.

## Становништво
Према попису из 2021. у општини Соколовац живело је 1.602 становника што је за 331 мање (-17,12%) у односу на попис из 2011. када је било 1.933 становника.
За разлику од пописа из 2011. када су  Срби били већинско становништво у општини, на попису из 2021. Румуни су постали релативна већина са 49,13% док су Срби постали мањина (38,39%). Тако је једина општина у Румунији у којој Срби чине већину остала само Свиница.
| Етнички састав према попису из 2021.‍ | Етнички састав према попису из 2021.‍ | Етнички састав према попису из 2021.‍ | Етнички састав према попису из 2021.‍ | Етнички састав према попису из 2021.‍ |
| ------------------------------------ | ------------------------------------ | ------------------------------------ | ------------------------------------ | ------------------------------------ |
|                                      |                                      |                                      |                                      |                                      |
| Румуни                               | Румуни                               |                                      | 787                                  | 49,13%                               |
| Срби                                 | Срби                                 |                                      | 615                                  | 38,39%                               |
| Чеси                                 | Чеси                                 |                                      | 44                                   | 2,75%                                |
| Роми                                 | Роми                                 |                                      | 15                                   | 0,94%                                |
| Немци                                | Немци                                |                                      | 3                                    | 0,19%                                |
| Остали                               | Остали                               |                                      | 5                                    | 0,31%                                |
| Непознато                            | Непознато                            |                                      | 133                                  | 8,30%                                |

Према попису из 2011. већинско становништво су били Срби којих је било 50,4%, затим следе Румуни са 35,9%, Роми са 5,4% и Чеси са 5,4% становништва. Села Соколовац и Луговет имају претежну српску већину, док су у Базјашу, Златици и Прњавору већина Румуни.
| Етнички састав према попису из 2011. године‍ | Етнички састав према попису из 2011. године‍ | Етнички састав према попису из 2011. године‍ | Етнички састав према попису из 2011. године‍ | Етнички састав према попису из 2011. године‍ |
| ------------------------------------------- | ------------------------------------------- | ------------------------------------------- | ------------------------------------------- | ------------------------------------------- |
|                                             |                                             |                                             |                                             |                                             |
| Срби                                        | Срби                                        |                                             | 974                                         | 50,4%                                       |
| Румуни                                      | Румуни                                      |                                             | 694                                         | 35,9%                                       |
| Роми                                        | Роми                                        |                                             | 104                                         | 5,4%                                        |
| Чеси                                        | Чеси                                        |                                             | 69                                          | 3,6%                                        |

На попису становништва из 1992. године општина је имала 2.434 становника, а већину су чинили Срби.
| Етнички састав према попису из 1992. године‍ | Етнички састав према попису из 1992. године‍ | Етнички састав према попису из 1992. године‍ | Етнички састав према попису из 1992. године‍ | Етнички састав према попису из 1992. године‍ |
| ------------------------------------------- | ------------------------------------------- | ------------------------------------------- | ------------------------------------------- | ------------------------------------------- |
|                                             |                                             |                                             |                                             |                                             |
| Срби                                        | Срби                                        |                                             | 1.430                                       | 58,7%                                       |
| Румуни                                      | Румуни                                      |                                             | 809                                         | 33,2%                                       |
| Чеси                                        | Чеси                                        |                                             | 145                                         | 5,9%                                        |

### Насељена места
Општина се састоји из 5 насеља. Највеће насеље је Златица, а седиште општине се налази у Соколовцу.
| Назив             | Румунски назив | Становништво | Становништво |
| Назив             | Румунски назив | 2011.        | 2021.        |
| ----------------- | -------------- | ------------ | ------------ |
| Базјаш            |                | 61           | 39           |
| Златица           |                | 595          | 549          |
| Луговет           |                | 524          | 401          |
| Прњавор           |                | 67           | 77           |
| Соколовац         |                | 686          | 536          |
| Општина Соколовац |                | 1.933        | 1.602        |